# Groupe Schindler

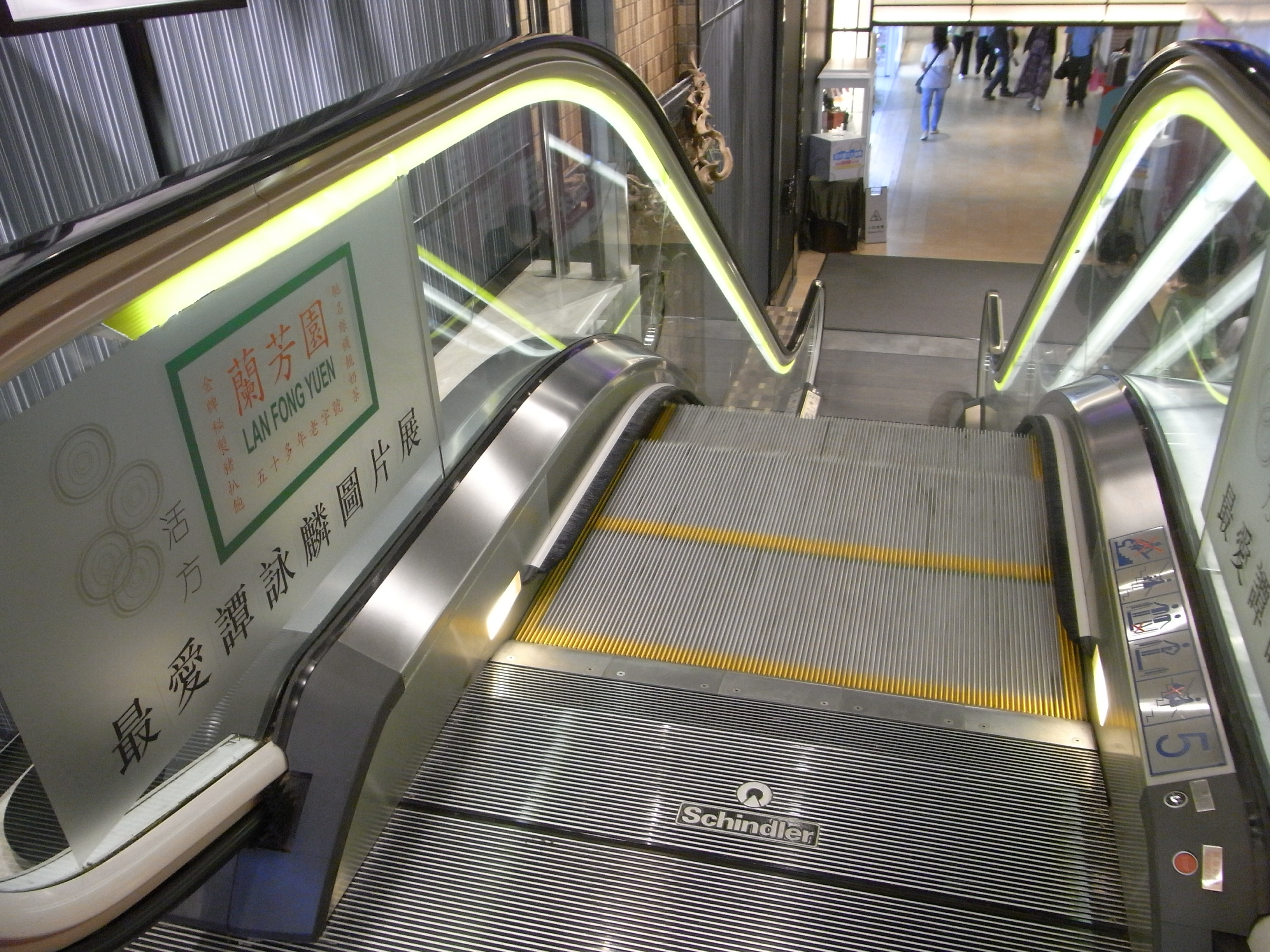
Un escalator de la marque à Hong Kong

Le groupe Schindler est une entreprise industrielle suisse. Schindler est le leader mondial des escaliers mécaniques et trottoirs roulants, et le second pour les ascenseurs.

## Histoire
Fondé en Suisse en 1874, le groupe est le leader mondial des escaliers mécaniques et trottoirs roulants, et le second pour les ascenseurs. La société est implantée dans plus de cent pays sur tous les continents avec plus de 60 000 salariés.
En 1960, le groupe rachète la société Schweizerische Waggonfabrik Schlieren (SWS), fondée en 1889 par Johann Caspar Geissberger. L'usine est fermée en 1985 après avoir produit 12 577 voitures de voyageurs et wagons de marchandises.
Le 21 février 2007, la Commission européenne condamne les quatre principaux fabricants mondiaux d'ascenseurs (Schindler, Kone, Otis et ThyssenKrupp) pour avoir pris part à une entente illicite sur le marché des ascenseurs et des escaliers mécaniques en Belgique, en Allemagne, au Luxembourg et aux Pays-Bas, qui viole les règles de la concurrence inscrites dans les traités européens. La firme Schindler est condamnée à verser une amende de 144 millions d'euros au budget européen.

## En Suisse
L'entreprise a son siège à Ebikon depuis 1957. Elle compte plus de 2 500 employés ainsi que 300 apprentis répartis sur toute la Suisse.

## En France
Le groupe s'implante en France en 1935 par l'achat de deux fabricants d'ascenseurs à Mulhouse et Lyon.
À la fin des années 1960, le groupe possède trois filiales en France : Thévenon-Schindler, Gervais-Schindler et Lift-Schindler. Elles sont en passe de fusionner lorsque la décision est prise de fusionner avec l'entreprise Roux-Combaluzier. L'objectif des actionnaires est de constituer un groupe qui occupera la deuxième place sur le marché français de l'ascenseur.

### Les ascenseurs de la Tour Eiffel
L’entreprise Roux-Combaluzier est notamment à l’origine des ascenseurs installés dans la Tour Eiffel. Sur les 4 ascenseurs qui équipent la tour à son ouverture, deux sortent des ateliers de Roux-Combaluzier, et desservent le premier étage de la Tour.

### La naissance de Roux-Combaluzier-Schindler
En juin 1969, la Société Roux-Combaluzier et le groupe Schindler France publient un communiqué faisant part d'un protocole d'accord, signé en vue de réaliser entre eux une fusion. Cette nouvelle société prend la raison sociale Roux-Combaluzier-Schindler (RCS). Jean-Marc Vernes (ex-PDG de Roux-Combaluzier) en est le PDG, assisté de MM. Vigouroux et Thévenon comme vice-présidents, et de M. Graf comme directeur général.
Cette entreprise, qui deviendra rapidement la société Schindler France, est aujourd'hui composée d'environ 3 000 personnes dont 1 400 techniciens.

## En Afrique
Présent dans toute l'Afrique, le Groupe Schindler est tout particulièrement représenté par les sociétés SIDAAL (en Côte d'Ivoire), Afrique Ascenseur Sénégal, Afrique Ascenseur Mali, SARL ASOR & SARL SOMI en Algérie et la Stas en Tunisie[réf. nécessaire].